# BAA 1947/48
Die BAA-Saison 1947/48 war die zweite Saison der Basketball Association of America (BAA), die später mit der National Basketball League (NBL) zur National Basketball Association (NBA) fusioniert wurde. Die reguläre Saison begann am 12. November 1947 und endete nach 192 Spielen am 21. März 1948. Die Postseason begann am 23. März und endete am 21. April. Am Saisonende besiegte der Liganeuling aus Baltimore überraschend den Titelverteidiger aus Philadelphia und wurde mit 4—2 Siegen Champion.

## Saisonnotizen
- Vor Saisonbeginn stellten die Teams der Cleveland Rebels, der Detroit Falcons, der Pittsburgh Ironmen und der Toronto Huskies den Betrieb ein. Der nun sieben Teams umfassenden Liga trat dafür aber ein neues Mitglied aus der American Basketball League bei, die Baltimore Bullets.[1]
- Erster Draft-Pick in der BAA-Draft 1947 wurde Miner Clifton McNeeley vom College of Mines and Metallurgy of the University of Texas, der heutigen University of Texas at El Paso, für Pittsburgh. Durch die Auflösung der Ironmen vor Saisonbeginn kam McNeeley in keinem einzigen NBA-Spiel zum Einsatz.  Badger Glen Selbo von der University of Wisconsin–Madison, zweiter Draft-Pick der ebenfalls eingestellten Toronto Huskies, kam wenigstens während der Saison 1949/50 für die Sheboygan Red Skins zum Einsatz. Erst Boilermaker Bubs Ehlers von der Purdue University sollte nach der Draft tatsächlich in derselben Saison für Boston spielen.[2]
- Nachdem in der laufenden vergangenen Saison das Verbot der Zonenverteidigung beschlossen worden war, verlangte die neueste Regeländerung, Spieler für ihr sechstes Foul zu disqualifizieren. Die erforderliche Teamstärke wurde während der Saison auf neun reduziert (acht mit Sondergenehmigung) und die Verpflegungspauschale auf 5 Dollar pro Tag erhöht.[3]
- Am 28. Januar 1948 wurde mit Providence-Steamrollers-Interimscoach Nat Hickey der älteste NBA-Spieler aller Zeiten eingesetzt. Es war ein einmaliger Einsatz und Hickey trennten zwei Tage von seinem 46. Geburtstag. Die Steamrollers erzielten indes mit 6—42 Siegen in derselben Spielzeit die drittniedrigste Siegesquote und die zweitniedrigste Heimquote der NBA-Geschichte.

## Abschlusstabellen
Pl. = Rang,  = Für die Playoffs qualifiziert, Sp = Anzahl der Spiele, S—N = Siege—Niederlagen, % = Siegquote (Siege geteilt durch Anzahl der bestrittenen Spiele), GB = Rückstand auf den Führenden der Division in der Summe von Sieg- und Niederlagendifferenz geteilt durch zwei, Heim = Heimbilanz, Ausw. = Auswärtsbilanz, Div. = Bilanz gegen die Divisionsgegner

### Eastern Division
| Pl. | Mannschaft              | Sp | S—N   | %    | GB | Heim  | Ausw. | Div.  |
| --- | ----------------------- | -- | ----- | ---- | -- | ----- | ----- | ----- |
| 1.  | Philadelphia Warriors   | 48 | 27—21 | .563 | —  | 14—10 | 13—11 | 16—80 |
| 2.  | New York Knicks         | 48 | 26—22 | .542 | 1  | 12—12 | 14—10 | 18—60 |
| 3.  | Boston Celtics          | 48 | 20—28 | .417 | 7  | 11—13 | 09—15 | 11—13 |
| 4.  | Providence Steamrollers | 48 | 06—42 | .125 | 21 | 03—21 | 03—21 | 03—21 |

### Western Division
| Pl. | Mannschaft            | Sp | S—N   | %    | GB | Heim  | Ausw. | Div.  |
| --- | --------------------- | -- | ----- | ---- | -- | ----- | ----- | ----- |
| 1.  | St. Louis Bombers     | 48 | 29—19 | .604 | —  | 17—70 | 12—12 | 14—10 |
| 2.  | Baltimore Bullets     | 48 | 28—20 | .583 | 1  | 17—70 | 11—13 | 10—14 |
| 3.  | 0Washington0Capitols0 | 48 | 28—20 | .583 | 1  | 19—50 | 09—15 | 13—11 |
| 4.  | Chicago Stags         | 48 | 28—20 | .583 | 1  | 14—10 | 14—10 | 11—13 |

## Führende Spieler in Einzelwertungen
| Kategorie       | Spieler        | Mannschaft            | Wert   |
| --------------- | -------------- | --------------------- | ------ |
| Punkte          | Max Zaslofsky  | Chicago Stags         | 1.007  |
| Wurfquote †     | Bob Feerick    | Washington Capitols   | 34 %   |
| Freiwurfquote ‡ | Bob Feerick    | Washington Capitols   | 78,8 % |
| Assists         | Howard Dallmar | Philadelphia Warriors | 120    |

† 200 Körbe nötig. Zaslofsky nahm 1156 Schüsse und traf mit der zweitbesten Wurfquote 373 mal.

‡ 125 Freiwürfe nötig. Feerick traf 189 von 240.

- Mit 231 beging Charles Gilmur von den Chicago Stags die meisten Fouls.
- Zaslofskys 1.007 Punkte ergaben einen Durchschnitt von 21 Punkten pro Spiel. Er hatte nach Feerick die zweitbeste Wurfquote aus dem Feld mit 32,2 %. Der mit 949 Punkten zweitplatzierte Joe Fulks aus Philadelphia hatte sogar einen Durchschnitt von 22,1 Punkten pro Spiel.
- Die Freiwerfer auf den Plätzen 2 bis 4, Zaslofsky, Fulks und Buddy Jeannette trafen jeweils mehr Freiwürfe als Feerick.
- Feerick kam mit seinen 120 Assists auf einen Durchschnitt von 2,5 Assists pro Spiel wie auch der zweitplatzierte Ernie Calverley von den Providence Steamrollers mit 119 Assists.
- Bis zur Saison 1968/69 wurden den Statistiken in den Kategorien „Punkte“ und „Assists“ die insgesamt erzielten Leistungen zu Grunde gelegt und nicht die Quote pro Spiel. Rebounds werden erst seit der Saison 1950/51 erfasst.

## Ehrungen
| - All-BAA First Team: - F – Joe Fulks, Philadelphia Warriors - G – Max Zaslofsky, Chicago Stags - C – Ed Sadowski, Boston Celtics - F – Howard Dallmar, Philadelphia Warriors - F – Bob Feerick, Washington Capitols | - All-BAA Second Team: - G – John Logan, St. Louis Bombers - G – Carl Braun, New York Knicks - C – Stan Miasek, Chicago Stags - G – Fred Scolari, Washington Capitols - G – Buddy Jeannette, Baltimore Bullets |

## Playoffs-Baum
|  | Viertelfinals | Viertelfinals           | Viertelfinals     |   |               | Halbfinals        | Halbfinals            | Halbfinals |  |    | BAA-Finals            | BAA-Finals | BAA-Finals |
|  |               |                         |                   |   |               |                   |                       |            |  |    |                       |            |            |
|  |               |                         |                   |   |               | E1                | Philadelphia Warriors | 4          |  |    |                       |            |            |
|  |               |                         |                   |   |               | E1                | Philadelphia Warriors | 4          |  |    |                       |            |            |
|  | W1            | St. Louis Bombers       | 3                 |   |               |                   |                       |            |  |    |                       |            |            |
|  | W1            | St. Louis Bombers       | 3                 |   |               |                   |                       |            |  |    |                       |            |            |
|  |               |                         |                   |   |               |                   |                       |            |  | E1 | Philadelphia Warriors | 2          |            |
|  |               | W2                      | Baltimore Bullets | 4 |               |                   |                       |            |  |    |                       |            |            |
|  | W2            | Baltimore Bullets       | 2                 |   |               |                   |                       |            |  |    |                       |            |            |
|  | E2            | New York Knickerbockers | 1                 |   |               |                   |                       |            |  |    |                       |            |            |
|  | E2            | New York Knickerbockers | 1                 |   | W2            | Baltimore Bullets | 2                     |            |  |    |                       |            |            |
|  |               |                         |                   |   | W2            | Baltimore Bullets | 2                     |            |  |    |                       |            |            |
|  |               | W3                      | Chicago Stags     | 0 |               |                   |                       |            |  |    |                       |            |            |
|  | W3            | W3                      | Chicago Stags     | 0 | Chicago Stags | 2                 |                       |            |  |    |                       |            |            |
|  | W3            |                         |                   |   |               |                   |                       |            |  |    |                       |            |            |
|  | E3            | Boston Celtics          | 1                 |   |               |                   |                       |            |  |    |                       |            |            |

## Playoffs-Ergebnisse
Die bestplatzierten Teams beider Divisionen spielten ein Halbfinale, bei dem die St. Louis Bombers auf Grund der besseren Saisonbilanz Heimrecht hatten. Die Halbfinals der Divisionsbesten und die BAA-Finals wurden nach dem Modus „Best of Seven“ ausgetragen. Die Viertelfinals und die Halbfinals der Verfolger hingegen nach dem „Best of Three“-Modus. In den Halbfinals wurden die Divisionssieger ermittelt. Die Tie-Breaks der Western Division fanden am 23. und 25. März statt, die eigentlichen Playoffs begannen ebenfalls am 23. März.

### Western Division – Tie-Breaks
Chicago Stags 1, Washington Capitols 0

Dienstag, 23. März: Chicago 74 – 70 Washington
Baltimore Bullets 1, Chicago Stags 0

Donnerstag, 25. März: Chicago 72 – 75 Baltimore

### Viertelfinals
Baltimore Bullets 2, New York Knickerbockers 1

Sonnabend, 27. März: Baltimore 85 – 81 New York

Sonntag, 28. März: New York 79 – 69 Baltimore

Donnerstag, 1. April: Baltimore 84 – 77 New York
Chicago Stags 2, Boston Celtics 1

Sonntag, 28. März: Boston 72 – 79 Chicago

Mittwoch, 31. März: Boston 81 – 77 Chicago

Freitag, 2. April: Boston 74 – 81 Chicago

### Halbfinals
Philadelphia Warriors 4, St. Louis Bombers 3

Dienstag, 23. März: St. Louis 60 – 58 Philadelphia

Donnerstag, 25. März: St. Louis 64 – 65 Philadelphia

Sonnabend, 27. März: Philadelphia 84 – 56 St. Louis

Dienstag, 30. März: Philadelphia 51 – 56 St. Louis

Donnerstag, 1. April: St. Louis 69 – 62 Philadelphia

Sonnabend, 3. April: Philadelphia 84 – 61 St. Louis

Dienstag, 6. April: St. Louis 46 – 85 Philadelphia
Baltimore Bullets 2, Chicago Stags 0

Mittwoch, 7. April: Chicago 67 – 73 Baltimore

Donnerstag, 8. April: Baltimore 89 – Chicago 72

## BAA-Finals

### Baltimore Bullets vs. Philadelphia Warriors
Am 13. April 1948 hatte Baltimore das größte Comeback der NBA-Final- und Playoff-Geschichte: Nach einem Rückstand von 20—41 siegten die Bullets noch 66—63 in Philadelphia. Da ist es eher nachrangig, dass Chick Reiser am 10. April mit 14 die meisten Feldtorversuche aller Zeiten hatte, ohne gleichzeitig einen einzigen zu verwandeln.
Die Finalergebnisse:

Sonnabend, 10. April: Philadelphia 71 – 60 Baltimore

Dienstag, 13. April: Philadelphia 63 – 66 Baltimore

Donnerstag, 15. April: Baltimore 72 – 70 Philadelphia

Sonnabend, 17. April: Baltimore 78 – 75 Philadelphia

Dienstag, 20. April: Philadelphia 91 – 82 Baltimore

Mittwoch, 21. April: Baltimore 88 – 73 Philadelphia
Die Baltimore Bullets werden mit 4—2 Siegen zum ersten Mal BAA-Meister. Da die NBA als Kontinuum der BAA angesehen wird, gilt der Meistertitel historisch ebenso als NBA-Meisterschaft.

## Die Meistermannschaft der Baltimore Bullets
| Brooms Abramovic, Mike Bloom, Herm Fuetsch, Elmer Gainer, Kleggie Hermsen, Paul Hoffman, Johnny Jorgensen, Red Klotz, Grady Lewis, Chet McNabb, Carl Meinhold, Chick Reiser, Irv Rothenberg, Jerry Rullo, Dick Schulz, Paul Seymour, Connie Simmons Player Coach: Buddy Jeannette |